# Mamudovci
Mamudovci (macedónul: Мамудовци, albánul Mahmutaj) település Észak-Macedóniában, a Délnyugati körzet Kicsevói járásában.

## Népesség
| Lakosok száma | 144  | 158  | 200  | 247  | 297  |      | 337  | 401  | 232  |
|               | 1948 | 1953 | 1961 | 1971 | 1981 | 1991 | 1994 | 2002 | 2021 |

2002-ben 401 lakosa volt, akik közül 400 albán és 1 macedón.